# Mauth
Mauth là một đô thị thuộc huyện Freyung-Grafenau trong bang Bayern nước Đức. Đô thị Mauth có diện tích 28,89 km², dân số thời điểm 31 tháng 12 năm 2006 là 2468 người.